# Callosa de Segura
Callosa de Segura és un municipi del País Valencià situat a la comarca del Baix Segura.

## Geografia
El terme de Callosa abraça 24,9 km² i està dividit en dues zones perfectament diferenciades. En primer lloc la Serra de Callosa, on s'hi troben diferents llocs d'esbarjo, com l'Ermita de la Pilarica o la Cova Fumada, així com els cims de La Plana, San Bernardo o La Cruz de en medio. D'altra banda hi ha l'horta, amb els barris i masos que s'hi poden trobar passejant-hi.
Dins el terme es troben els nuclis de Callosa, Lo Cartagena, Callosilla, El Cementerio, Los Dolores, Palmeral, San José i Vereda de los Cubos. El terme municipal de Callosa limita amb els de Coix, la Granja de Rocamora, Albatera, Sant Isidre, Catral, Rafal, Redovà i Oriola.

## Història

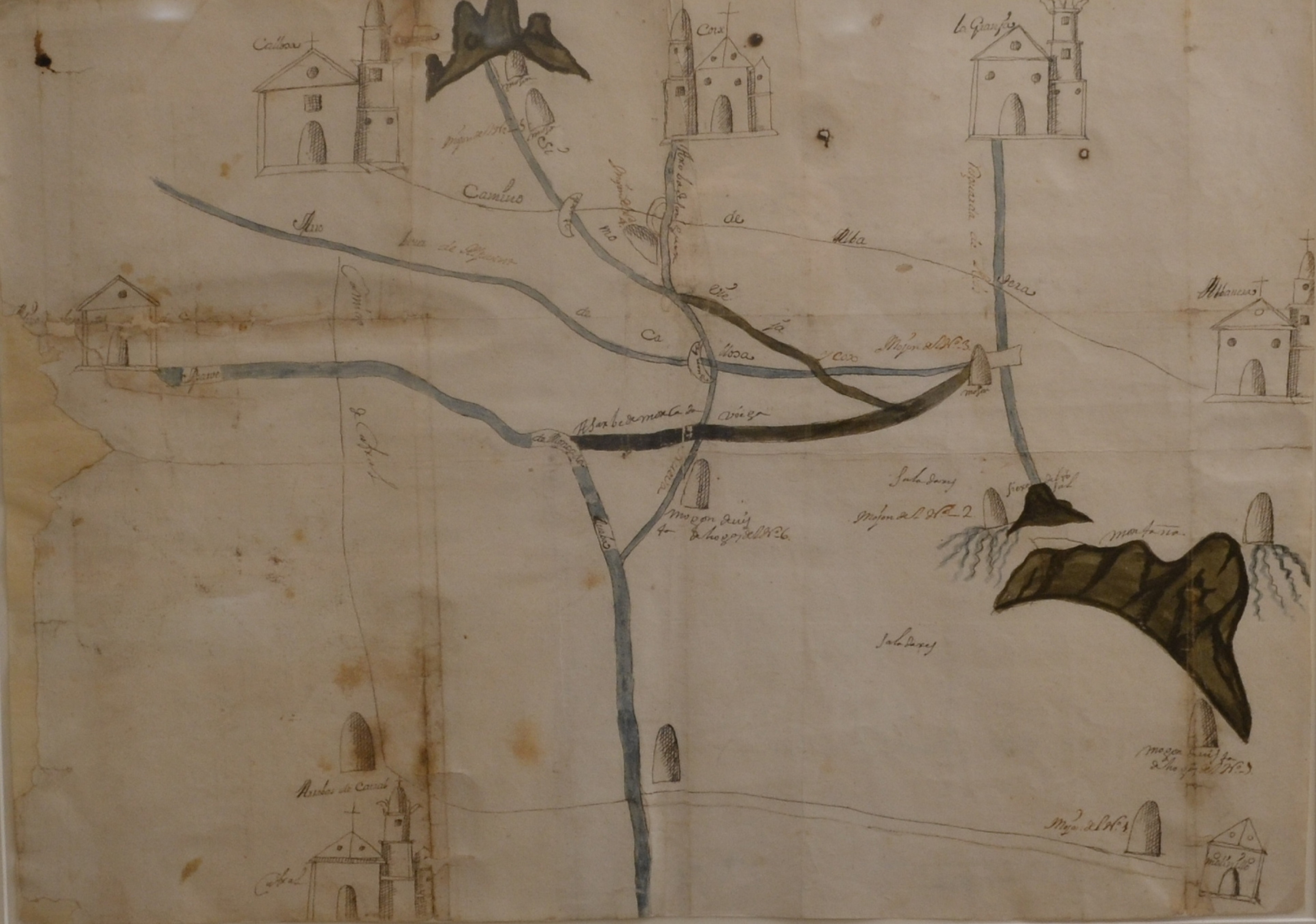
Mapa de 1729 dels termes municipals de Callosa de Segura, Coix, Albatera i la Granja de Rocamora

Ja en els temps d'Abd-ar-Rahman III els habitants de Qalyusa es van revoltar per no pagar imposts al califat. Va ser conquistada per Jaume I el 1296 i durant la Guerra dels Dos Peres passà a dependre del Regne de Castella, més tard va pertànyer, entre d'altres, al famós guerrer de la Guerra dels Cent Anys, Bertrand du Guesclin; el 1572 es va separar del terme d'Oriola i Felip III li va concedir vot en Corts; el 1638 es va convertir en vila reial; durant els segles XVIII i xix l'oli i el cànem, utilitzat en la fabricació d'espardenyes eren el motor del creixement local; en la revolució de 1868, la partida armada de Santamaria va assolir l'adhesió de la població; el 4 d'abril de 1925 Alfons XIII va visitar la vila i se li demana, per aclamació popular, el títol de ciutat, la qual cosa va concedir en l'acte.

## Economia
Callosa és una ciutat amb una pròspera economia mercés fonamentalment a la indústria i a la seua feraç horta. La indústria més destacada és la corderia (herència de la tradicional manufactura del cànem) que posa Callosa com a primer productor mundial d'arts de pesca. Així mateix, també té importància la indústria del calçat. L'agricultura, de regadiu, ocupa la major part del terreny i els seus productes més reeixits són: la carxofa, el blat, el cotó i els cítrics. La construcció i el comerç prosperen com a conseqüència lògica de la bona marxa de la ciutat.

## Demografia
Segons el cens de l'INE de 2014, Callosa té 18.079 habitants. Com a la majoria del Baix Segura s'hi parla majoritàriament castellà; segons el cens de 2001, un 5,21% parlen valencià, en contraposició a fa uns segles, quan era la llengua dominant, segons remarca Martí de Viciana el segle XVI.
| Evolució demogràfica de Callosa de Segura | Evolució demogràfica de Callosa de Segura | Evolució demogràfica de Callosa de Segura | Evolució demogràfica de Callosa de Segura | Evolució demogràfica de Callosa de Segura | Evolució demogràfica de Callosa de Segura | Evolució demogràfica de Callosa de Segura | Evolució demogràfica de Callosa de Segura | Evolució demogràfica de Callosa de Segura | Evolució demogràfica de Callosa de Segura | Evolució demogràfica de Callosa de Segura | Evolució demogràfica de Callosa de Segura | Evolució demogràfica de Callosa de Segura | Evolució demogràfica de Callosa de Segura | Evolució demogràfica de Callosa de Segura | Evolució demogràfica de Callosa de Segura | Evolució demogràfica de Callosa de Segura | Evolució demogràfica de Callosa de Segura | Evolució demogràfica de Callosa de Segura | Evolució demogràfica de Callosa de Segura |
| 1857                                      | 1877                                      | 1900                                      | 1920                                      | 1930                                      | 1940                                      | 1950                                      | 1960                                      | 1970                                      | 1981                                      | 1991                                      | 1996                                      | 2001                                      | 2005                                      | 2008                                      | 2009                                      | 2010                                      | 2011                                      | 2012                                      |                                           |
| ----------------------------------------- | ----------------------------------------- | ----------------------------------------- | ----------------------------------------- | ----------------------------------------- | ----------------------------------------- | ----------------------------------------- | ----------------------------------------- | ----------------------------------------- | ----------------------------------------- | ----------------------------------------- | ----------------------------------------- | ----------------------------------------- | ----------------------------------------- | ----------------------------------------- | ----------------------------------------- | ----------------------------------------- | ----------------------------------------- | ----------------------------------------- | ----------------------------------------- |
| 3.876                                     | 4.203                                     | 5.275                                     | 7.130                                     | 9.343                                     | 10.599                                    | 12.603                                    | 12.966                                    | 11.692                                    | 14.183                                    | 14.589                                    | 15.230                                    | 15.573                                    | 16.866                                    | 17.425                                    | 17.924                                    | 18.008                                    | 17.979                                    | 18.034                                    |                                           |

## Política i govern

### Composició de la Corporació Municipal
El Ple de l'Ajuntament està format per 17 regidors. En les eleccions municipals de 26 de maig de 2019 foren elegits 8 regidors del Partit Popular (PP), 5 del Partit Socialista del País Valencià (PSPV-PSOE), 2 d'Esquerra Unida-Seguim Endavant (EUPV) i 2 de Ciutadans - Partit de la Ciutadania (Cs).
| Eleccions municipals de 26 de maig de 2019 - Callosa de Segura                                                                |                                          |                                     |                                     |         |          |          |
| Candidatura | Candidatura                              | Candidatura                         | Cap de llista                       | Vots    | Vots     | Regidors |
| | Partit Popular                           |                                     | Manuel Martínez Sirvent             | 3.935   | 45,32%   | 8 ()     |
| | Partit Socialista del País Valencià-PSOE |                                     | Francisco José Maciá Serna          | 2.207   | 25,42%   | 5 ()     |
| | Esquerra Unida-Seguim Endavant           |                                     | Rubén Manresa Mira                  | 1.168   | 13,45%   | 2 (-1)   |
| | Ciutadans - Partit de la Ciutadania      |                                     | José Manuel Amorós Solá             | 981     | 11,30%   | 2 (+2)   |
| | Altres candidatures                      |                                     |                                     | 345     | 3,97%    | 0 ( -1)  |
| | Vots en blanc                            |                                     |                                     | 47      | 0,54%    |          |
| Total vots vàlids i regidors                                                                                                  | Total vots vàlids i regidors             | Total vots vàlids i regidors        | Total vots vàlids i regidors        | 8.681   | 100 %    | 17       |
| | Vots nuls                                | Vots nuls                           | Vots nuls                           | 115     | 1,32%    |          |
| Participació (vots vàlids més nuls)                                                                                           | Participació (vots vàlids més nuls)      | Participació (vots vàlids més nuls) | Participació (vots vàlids més nuls) | 8.798   | 72,10%** |          |
| Abstenció | Abstenció                                | Abstenció                           | Abstenció                           | 3.404*  | 27,90%** |          |
| Total cens electoral | Total cens electoral                     | Total cens electoral                | Total cens electoral                | 12.202* | 100 %**  |          |
| Alcalde: Manuel Martínez Sirvent (PP) (15/06/2019) Per majoria absoluta dels vots dels regidors (10 vots: 8 de PP i 2 de Cs)  |                                          |                                     |                                     |         |          |          |
| Fonts: JEC, JEZ Oriola, M. Interior, Periòdic Ara. (* No són vots sinó electors. ** Percentatge respecte del cens electoral.) |                                          |                                     |                                     |         |          |          |

### Alcaldes
Des de 2019 l'alcalde de Callosa de Segura és Manuel Martínez Sirvent de PP.
| Període                       | Alcalde o alcaldessa             | Partit polític | Data de possessió | Observacions |
| ----------------------------- | -------------------------------- | -------------- | ----------------- | ------------ |
| 1979–1983                     | Francisco Pina Pina              | UCD            | 19/04/1979        | --           |
| 1983–1987                     | José Pascual Gómez Rodríguez     | PSPV-PSOE      | 28/05/1983        | --           |
| 1987–1991                     | José Guilló Sáez                 | AP             | 30/06/1987        | --           |
| 1991–1995                     | José Franco Martínez             | PP             | 15/06/1991        | --           |
| 1995–1999                     | José Franco Martínez             | PP             | 17/06/1995        | --           |
| 1999–2003                     | José Pina Iñigo                  | DSPV           | 03/07/1999        | --           |
| 2003–2007                     | Francisco Javier Pérez Trigueros | PP             | 14/06/2003        | --           |
| 2007–2011                     | Francisco Javier Pérez Trigueros | PP             | 16/06/2007        | --           |
| 2011–2015                     | Francisco Javier Pérez Trigueros | PP             | 11/06/2011        | --           |
| 2015–2019                     | Fran Maciá Serna                 | PSPV-PSOE      | 13/06/2015        | --           |
| 2019-2023                     | Manuel Martínez Sirvent          | PP             | 15/06/2019        | --           |
| Des de 2023                   | n/d                              | n/d            | 17/06/2023        | --           |
| Fonts: Generalitat Valenciana |                                  |                |                   |              |

## Monuments

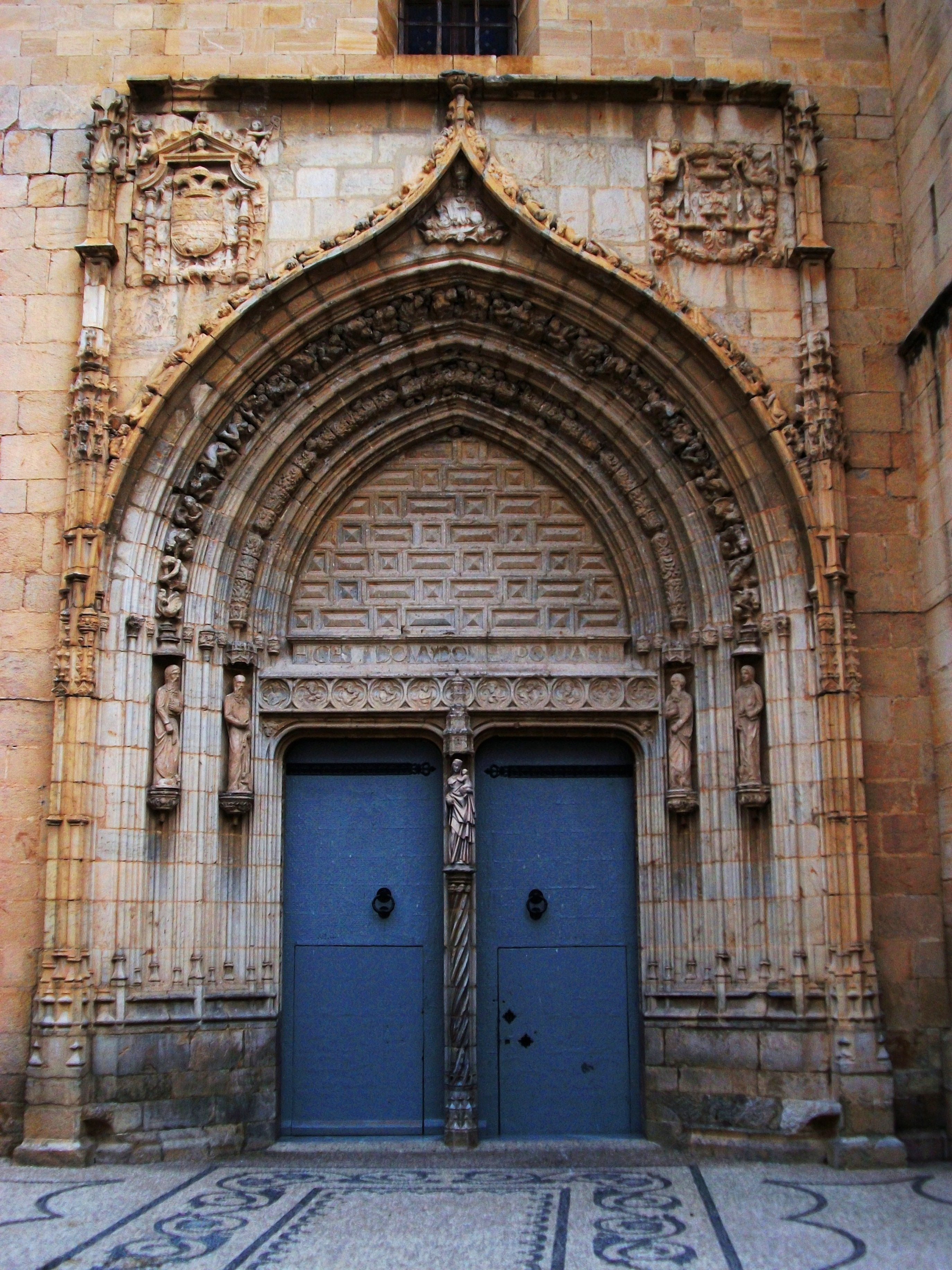
Portada gòtica de l'església de Sant Martí.

La població, ubicada al peu de la serra, manté la seua estructura medieval musulmana, conserva diversos casalots nobiliaris i a més:
- Església Arxiprestal de Sant Martí, construïda en el segle xvi en estil renaixentista conserva, però, elements del gòtic. És un dels temples més notables de les comarques del sud.
- Santuari de Sant Roc. Construït en estil colonial entre 1579-1798. Balconada panoràmica sobre la Bega del Segura.
- Castell de Callosa. Conegut com El Castillico. D'època islàmica, documentat ja en 924 quan la rebel·lió d'Al Saij-Al Aslami. És el castell més antic de la zona. Es conserva una petita part del que fou un enorme recinte que fou restaurada en 1980 amb força dificultats per la inaccessibilitat del lloc.
- Ermita de la Mare de Déu del Rosari.
- Ermita de la Mare de Déu dels Dolors.
- Ermita de la Mare de Déu del Pilar.
- Capella de Sant Francesc. És l'únic edifici que es conserva de l'antic Convent de la Puríssima, que va ser enderrocat el 1978.
- Reial Pòsit de Callosa de Segura. De 1740 antic magatzem comunal de gra.
- Antic escorxador municipal. Aixecat en 1929, hui Museo de Historia de la Ciudad. El qual alberga el Museu Arqueológico "Antonio Ballester Ruiz"; el Museo Etnológico del cáñamo y de la Huerta; el Museo de la Semana Santa i el Museo de las Fiestas.

## Tradicions

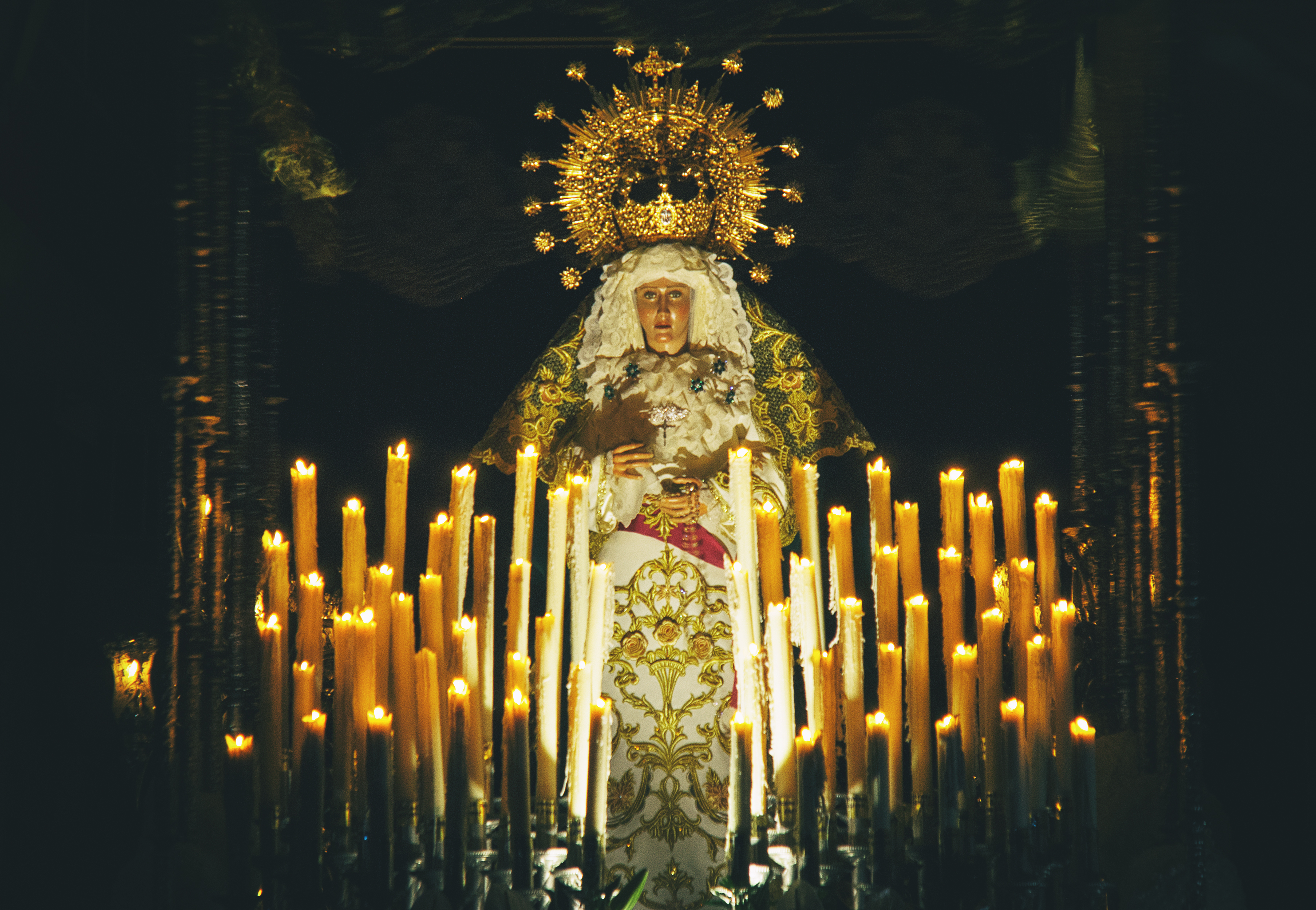
Setmana Santa callosina.

Per Sant Roc hi ha Moros i Cristians i la tradició de "subir el farolico de Venancio"; la Setmana Santa callosina és important i el dimecres que parteix la quaresma per la meitat hi ha la festa de "partir la Vieja" en què ninots de cartó són vestits i exposats a les portes de les cases. També abasten notorietat les festes de l'horta.
La gastronomia aprofita els productes de la terra, arròs amb crosta, putxero amb pilotes, olla gitana precedeixen a les llepolies autòctones: pastissos de glòria, almohabanas, mantecàs, escaldás o relentás.